# Bram Som
Pour les articles homonymes, voir Som.
Bram Som (né le 20 février 1980 à Terborg) est un athlète néerlandais spécialiste du 800 mètres. Il est sergent dans l'armée de terre néerlandaise.

## Records personnels
- 800 m : 1 min 43 s 45 (2006)
- 800 m (indoor) : 1 min 45 s 86 (2003)
- 1 000 m : 2 min 17 s 01 (2010)

## Lièvre de course
À 39 ans, cela fait quelques années que Bram Som n’obtient plus les résultats attendus, étant loin de son record personnel de 1’43’’45. C’est pourquoi il officie en tant que lièvre dans des meetings de la Ligue de diamant en courant environ 400m à grande vitesse en prenant soin de ne pas délaisser les autres coureurs qui eux courent un 800m. Il permet ainsi aux athlètes d’améliorer leurs performances.

## Palmarès
| Année | Compétition                    | Lieu          | Place | Temps         |
| ----- | ------------------------------ | ------------- | ----- | ------------- |
| 1998  | Championnats du monde juniors  | Annecy        | 5e    | 1 min 48 s 36 |
| 1999  | Championnats d'Europe juniors  | Riga          | 3e    | 1 min 50 s 96 |
| 2001  | Championnats d'Europe espoirs  | Amsterdam     | 5e    | 1 min 47 s 84 |
| 2002  | Championnats d'Europe          | Munich        | 6e    | 1 min 48 s 56 |
| 2003  | Championnats du monde en salle | Birmingham    | 5e    | 1 min 47 s 00 |
| 2004  | Finale mondiale                | Monaco        | 3e    | 1 min 46 s 33 |
| 2006  | Championnats d'Europe          | Göteborg      | 1er   | 1 min 46 s 56 |
| 2006  | Finale mondiale                | Stuttgart     | 2e    | 1 min 47 s 10 |
| 2006  | Coupe du monde                 | Athènes       | 2e    | 1 min 45 s 13 |
| 2009  | Championnats du monde          | Berlin        | 7e    | 1 min 45 s 86 |
| 2009  | Finale mondiale                | Thessalonique | 4e    | 1 min 45 s 86 |